# Mateřská škola

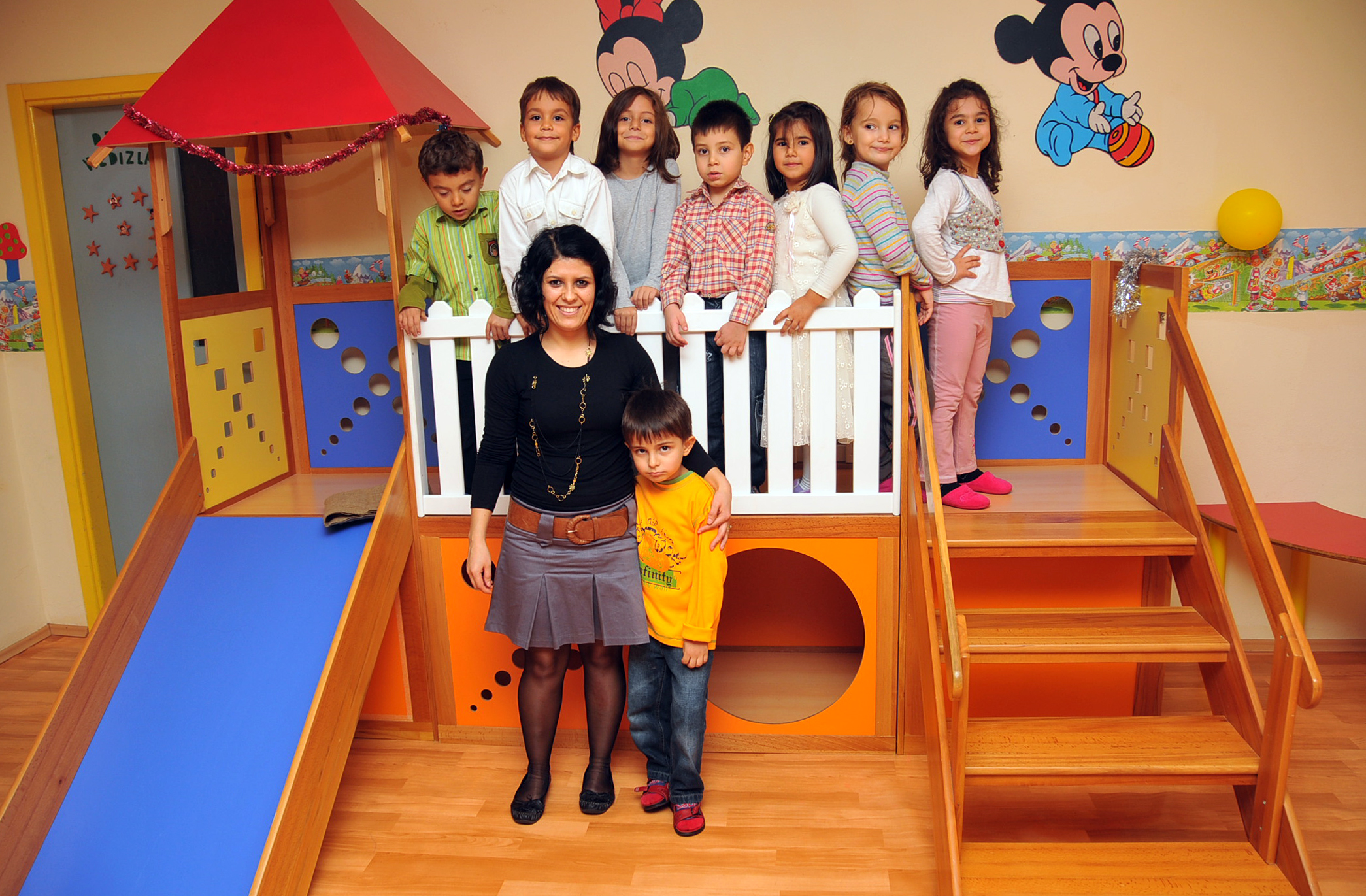
Mateřská škola v Turecku

Mateřská škola ve státech střední Evropy znamená předškolní zařízení pro děti od 3 do 7 let. V mnoha jiných zemích se nazývá „kindergarten“ (z němčiny – „zahrada pro děti“) a označuje první stupeň vzdělání pro děti ve třídě (nultá úroveň ISCED). Tedy termín mateřská škola v některých zemích označuje součást formálního školního systému, zatímco v jiných zemích může znamenat předškolní zařízení nebo opatrovatelskou péči. Název se někdy neoficiálně, hovorově nahrazuje výrazem mateřská školka nebo jen školka, případně mateřinka.

## Historie
Etymologický základ termínu v češtině, stejně jako vyučovací metody školy položil již v polovině 17. století Jan Ámos Komenský spisem Informatorium školy mateřské i dalšími didaktickými knihami, jež ovlivnily školství v celé Evropě.
v Německu Friedrich Fröbel otevřel oficiálně první mateřskou školu v roce 1840 na oslavu 400. výročí objevení knihtisku Gutenbergem.
První mateřskou školu v USA založila v roce 1856 Margarethe (Margaretta) Meyerová Schurzová (manželka státníka jménem Carl Schurz), a to ve městě Watertown ve státě Wisconsin. Od roku 1873 byla provozována jako veřejná instituce.

### České země a vznik předškolních institucí
Předchůdcem mateřské školy byly tzv. Opatrovny, které začaly vznikat v 1. polovině 19. stol. z důvodu rozšíření manufakturní výroby (do pracovního procesu byly zařazeny i ženy – matky a tak se předškolní děti potulovaly bez dozoru po okolí, zařazovaly se do různých žebráckých gangů nebo umíraly na zranění). V Čechách byl průkopníkem opatroven Jan Svoboda (1803–1844) s manželkou Zuzanou. 1. března roku 1832 založil Kleinkinderaufbewahrnanstalt, česky též vzornou opatrovnu pro malé děti v Praze na Novém Městě, v ulici Na Hrádku, pod Emauzy. Škola měla své patrony, sponzory, komisi pro přijímání i oblékání dětí a školního lékaře, kterým byl po dvě desetiletí Jan Theobald Held. Svoboda pomocí her, říkanek a zpěvu vštěpoval tříletým až šestiletým dětem nenásilnou formou morální zásady a učil je základům čtení, psaní i němčiny. Vydal i několik vlivných publikací, např. Školka, Malý čtenář, Malý písař, Malý Čech a Němec.. Škola byla velmi hojně navštěvována, roku 1841 již měla 196 dětí – chlapců i dívek.
Roku 1836 následovalo otevření obdobné školy malostranské při kostele Panny Marie Vítězné, poprvé pod názvem Normální školní zahrada (Normalschulgarten), jež brzy přijímala také kolem 200 dětí ročně, a třetí školka vznikla na Hradčanech v domě čp. 101/IV. Ani největší pražské předměstí Karlín nezůstalo bez opatrovny: byla otevřena z iniciativy tamního továrníka Leopolda Jerusalema a jeho manželky Františky, také roku 1832. Další opatrovny byly v letech 1835–1840 otevřeny v Plzni, Mladé Boleslavi, Hradci Králové, Rokycanech, v Lokti a v Klatovech.

### Zřizování mateřských škol
V 2. polovině 19. stol. se v Čechách začaly objevovat německé Kindergarten neboli dětské zahrádky podle Friedricha Fröebela – původně pro matky s dětmi, které se zde učily správné výchově svých dětí. První Kindergarten v Čechách byla založena roku 1862 v Praze ve Spálené ulici. Kindergarten byly zakládány českými Němci a pracovalo se v nich s tzv. „dárky“, což byly objekty geometrických tvarů (koule, krychle, hranol, kužel, atd.), které se dále dělily na menší části, tedy první stavebnice pro rozvoj myšlenkových operací, základy počtů, atd.
Jako reakce na německé Kindergarten v roce 1869 byla v Čechách založena první mateřská škola v Praze v prostorech kolem kostela sv. Jakuba. Vznikla z iniciativy Marie Riegrové Palacké, která poslala dvě české opatrovnice (Marii Mullerovou a Barboru Ledvinkovou) do Francie, aby zde přejaly francouzský koncept předškolních institucí. Tato mateřská škola fungovala převážně na principu charity (něco přispělo město Praha a zbytek byl financován pomocí charitativních sbírek). Díky těmto charitativním sbírkám mohl být provoz MŠ celodenní, děti si nemusely nosit svačiny, ale bylo jim poskytnuto stravování a nejchudší z nich zde byly i ošaceny. Mateřská škola přejala tři koncepce – francouzskou (uspořádání, program, způsob výchovy a vzdělávání), německou (princip „dárků“) a českou (výuka trivia podle vzoru opatroven).
Ministerstvo vyučování svým nařízením č. 4711 ze dne 22. června 1872 upravilo zřizování a účel mateřských škol (dětských zahrádek, též dětských opatroven a ochranoven), dále pak stanovilo, jakým způsobem mají být pěstounky pro mateřské školy vzdělávány a jakým způsobem má výchova v mateřských školách probíhat.
Učitelka mateřských škol (pěstounka)
Ku přijetí do jednoročního kursu ku vzdělání pěstounek pro školy mateřské je žadatelce třeba:
- aby jí bylo 16 let;
- mravní bezúhonnosti a tělesné způsobilosti;
- přípravného vzdělání nařízeného pro přijetí do ústavu ku vzdělání učitelek (prokázaného přijímací zkouškou);
- hudebního sluchu a dobrého hlasu zpěvného. - Ministerstvo vyučování 3. června 1881, č. 5901.

### 20. století a reformní hnutí v pedagogice (meziválečné období)
[zdroj?]
Ve 20. století byla předškolní výchova ovlivněna Reformním hnutím, které vzniklo jako reakce na fröebelismus (zmechanizovaná práce s dárky, absolutní potlačení dětské individuality, přeintelektualizovaný rozvoj dítěte). Rozvíjely se dva hlavní proudy – mateřská škola jako
- doplnění rodinné výchovy a
- příprava na základní vzdělání. Toto se rozvíjelo jednak v rovině praxe (pedagogové se souhlasem ministerstva školství realizovali své předpoklady přímo ve školách) a rovina teorie (řešilo se pojetí pedagogiky jako vědy, vznik školské reformy, jednotná škola a vzdělání učitelů).

Během meziválečného období (stále Reformní hnutí) vznikla potřeba vytvořit školskou reformu – byly ustanoveny dvě komise. 1. komise byla vedená Václavem Příhodou (Praha) a druhá Janem Uherem (Brno)
Václav Příhoda se snažil přenést do českého prostředí tzv. „globální model“ z USA (učení bylo shrnuto do oblastí – předměty nebyly diferenciované, např. čtení se neučilo pomocí hláskování, ale pomocí zapamatování si slova jako obrazu). Toto nefungovalo (např. mnoho lidí se vůbec nenaučilo číst) a mezi pedagogy vyvolalo pomyslnou „globální válku“. Příhoda také zastával názor, že pedagogika má být přírodovědnou disciplínou.
Jan Uher se zabýval především strukturou a obsahem vzdělávání, ale neurčoval jeho cíl. Byl odpůrcem Příhodovy globální metody a pedagogiku zařazoval dle svého názoru mezi humanitní vědy.
Otázka školské reformy nebyla vyřešena, neboť dlouhý spor Jana Uhera a Václava Příhody přerušila 2. světová válka. Z tohoto období však přece jen něco vzešlo a to díky pedagogům „pokusníkům“. Ida Jarníková začala pracovat s prvním rámcovým vzděláváním (např. rozdělila školní rok podobně jak to známe dnes – od letních prázdnin do Vánoc, od Vánoc do Velikonoc a od Velikonoc do letních prázdnin – dnes podle ročních období a jednotlivá témata rozdělila na týdenní bloky). Anna Süssová rozdělila prostory mateřské školy a zabývala se jejím vybavením (MŠ má mít 3 prostory – hernu, učebnu se stolečky a zahradu, což zůstalo dodnes. Nábytek má být přizpůsoben dětem tak, aby zvládaly sebeobsluhu – malé židle, stoly, toalety, ale také má být variabilní – možnost změny uspořádání, rozdělení prostoru, apod.).

### Mateřské školy za doby komunismu
Po skončení 2. světové války byl v roce 1948 vydán „Zákon o jednotné škole“ a docházelo k rozvoji mateřských škol a jeslí. To zařadilo předškolní vzdělání do vzdělávacích institucí, avšak prozatím byla MŠ nepovinná. Do roku 1965 vzrůstala kvalita předškolního vzdělávání (rozvoj estetické a dramatické výchovy, vychází řada publikací), mezi lety 1965–1975 se však rozvíjel typický socialistický přístup (socialistická ideologie se promítá do obsahu předškolní výchovy, dětem jsou předčítány sovětské pohádky, všechny vzdělávací programy jsou ve všech MŠ totožné apod.).
V roce 1976 se však zásadně mění struktura školství: dosud klasicky nepovinná MŠ od 3 do 6 let, ZŠ povinná od 6 do 15 let – 5 let první stupeň a 4 roky druhý stupeň, SŠ 3 nebo 4 roky zakončena výučním listem nebo maturitou, atd.), souvisí s obecnou (ale mylnou!) představou, že pokud urychlíme tělesný rozvoj dítěte, urychlí se tak i všechny ostatní složky rozvoje (psychický rozvoj). Na základě toho je struktura upravena tak, že je prodlouženo základní vzdělání na 10 let, avšak poslední dva roky jsou středoškolského charakteru. Díky tomu sice měli všichni středoškolské vzdělání, avšak učivo probírané na ZŠ se tak muselo vměstnat jen do 8 let – první stupeň byl zkrácen z 5 let na 4 roky. Učiva však bylo příliš, první stupeň zaostával a tak se první třída přesunula do MŠ. Tak vznikl jeden (poslední) rok v MŠ povinný, děti byly usazovány do lavic a učily se číst, psát a počítat. Důsledkem bylo, že se děti předškolního věku značně přetěžovaly (nebyly na školu zralé ani připravené) a v mnoha případech se u nich projevovaly značné psychické problémy.

### Vývoj mateřských škol po r. 1989
S odchodem komunistického režimu navázala předškolní pedagogika na období Reformního hnutí a přijala osobnostně orientovaný cíl předškolní výchovy (individuální přístup k dítěti, empatie ze strany učitele, atd.), začala se rozvíjet integrace dětí se speciálními potřebami a interkulturní výchova. V tomto období docházelo k rozvoji alternativních pedagogických směrů které známe i dnes – např. Montessori systém, Walfdorská pedagogika, projekt Začít spolu, Zdravá škola, Eko školky, lesní kluby, atd.

## Mateřské školy v České republice
Cílem předškolního vzdělávání je, dle § 33 zákona č. 561/2004 Sb., o předškolním, základním, středním, vyšším odborném a jiném vzdělávání (školský zákon), ve znění pozdějších předpisů, podpora rozvoje osobnosti dítěte předškolního věku, podílení se na jeho zdravém citovém, rozumovém a tělesném rozvoji a na osvojení základních pravidel chování, základních životních hodnot a mezilidských vztahů. Předškolní vzdělávání vytváří základní předpoklady pro pokračování ve vzdělávání. Předškolní vzdělávání napomáhá vyrovnávat nerovnoměrnosti vývoje dětí před vstupem do základního vzdělávání a poskytuje speciálněpedagogickou péči dětem se speciálními vzdělávacími potřebami.
Rámcový vzdělávací program pro předškolní vzdělávání (RVP PV) vymezuje hlavní požadavky, podmínky a pravidla pro institucionální vzdělávání dětí předškolního věku. Tato pravidla se vztahují na pedagogické činnosti probíhající ve vzdělávacích institucích zařazených do sítě škol a školských zařízení. Jsou závazná pro předškolní vzdělávání v mateřských školách, v mateřských školách zřízených podle § 16 odst. 9 školského zákona, v lesních mateřských školách a v přípravných třídách základních škol.
Koncepce předškolního vzdělávání je založena na týchž zásadách jako ostatní obory a úrovně vzdělávání a řídí se s nimi společnými cíli: orientuje se k tomu, aby si dítě od útlého věku osvojovalo základy klíčových kompetencí a získávalo tak předpoklady pro své celoživotní vzdělávání, umožňující mu se snáze a spolehlivěji uplatnit ve společnosti znalostí.
Úkolem institucionálního předškolního vzdělávání je doplňovat a podporovat rodinnou výchovu a v úzké vazbě na ni pomáhat zajistit dítěti prostředí s dostatkem mnohostranných a přiměřených podnětů k jeho aktivnímu rozvoji a učení.
Předškolní vzdělávání je institucionálně zajišťováno mateřskými školami (včetně mateřských škol zřízených podle § 16 odst. 9), lesními mateřskými školami. Pro děti s odkladem školní docházky může být realizováno v přípravných třídách základních škol. Mateřská škola je legislativně zakotvena v rámci vzdělávací soustavy jako druh školy. V procesu vzdělávání i v jeho organizaci se proto řídí obdobnými pravidly jako školy ostatní.
Dle školského zákona se s účinností od 1. 9. 2016 předškolní vzdělávání organizuje pro děti ve věku zpravidla od 3 do 6 let, nejdříve však pro děti od 2 let. Tato věta se s účinností od 1. 9. 2020 mění takto: Předškolní vzdělávání se organizuje pro děti ve věku od 2 do zpravidla 6 let.
Mateřská škola se organizačně dělí na třídy. Do tříd je možno zařazovat děti stejného či různého věku a vytvářet třídy věkově homogenní či věkově heterogenní. Stejně tak je možno do tříd běžných mateřských škol zařazovat děti se speciálními vzdělávacími potřebami.
Poskytování předškolního vzdělávání je podle školského zákona veřejnou službou.

### Povinné předškolní vzdělávání
Povinné předškolní vzdělávání se ve školním roce 2017/2018 týká všech dětí, které dosáhly do 31. 8. 2017 věku 5 let a které žijí v ČR. Povinné předškolní vzdělávání má formu pravidelné denní docházky v pracovních dnech, a to 4 souvislé hodiny denně. Ředitel školy stanoví ve školním řádu začátek povinné doby mezi 7. a 9. hodinou (vyhl. č. 14/2005 Sb., o předškolním vzdělávání, ve znění pozdějších předpisů). Dítě, pro které je předškolní vzdělávání povinné však může v mateřské škole pobývat po celou dobu provozu mateřské školy, dle potřeb rodiny.
Dítě nemusí plnit povinné předškolní vzdělávání ve spádové mateřské škole, ale může v jakékoli jiné mateřské škole zapsané ve školském rejstříku. Povinností ředitele takové školy bylo oznámit řediteli spádové školy vzdělávání tohoto dítěte.
Rodiče si pro dítě také mohli zvolit formu individuálního vzdělávání, která je pouze jinou formou plnění povinného předškolního vzdělávání. V takovém případě musí zákonný zástupce dítěte zajistit, aby se dítě dostavilo k ověření dosahování očekávaných výstupů dle jednotlivých oblastí do mateřské školy, kde bylo dítě zapsáno k předškolnímu vzdělávání. Způsob ověření úrovně osvojování očekávaných výstupů v jednotlivých oblastech může být realizováno prostřednictvím připravených hrových a vzdělávacích aktivit dítěte v mateřské škole, didaktických her, zpracování grafomotorického listu, příp. rozhovorem (např. nad předloženým portfoliem – pokud ho dítě má, ale nemusí) atd. Vzhledem k tomu, že jednotlivé děti budou mít různou zkušenost s komunikací s cizími lidmi, může se stát, že dítě bude mít očekávané kompetence, dovednosti i zkušenosti, ale nebude je chtít v mateřské škole prezentovat. Proto je vhodné k ověřování přistupovat opravdu zcela individuálně, neboť schopnosti i možnosti dětí jsou různé a není možné stanovit jednotný podrobný postup při ověřování.
Dále je také možné plnit povinné předškolní vzdělávání vzděláváním v přípravné třídě základní školy a ve třídě přípravného stupně základní školy speciální, anebo vzděláváním v zahraniční škole na území České republiky, ve které ministerstvo povolilo plnění povinné školní docházky.

### Školní stravování
Stravování v mateřské škole má oporu v několika dokumentech. V Rámcovém vzdělávacím programu pro předškolní vzdělávání je zmíněno zajišťování stravování v obecné rovině, a to v kapitole 7.2 Životospráva:
•            Dětem je poskytována plnohodnotná a vyvážená strava (dle předpisu). Je zachována vhodná skladba jídelníčku, dodržována zdravá technologie přípravy pokrmů a nápojů, děti mají stále k dispozici ve třídě dostatek tekutin a mezi jednotlivými podávanými pokrmy jsou dodržovány vhodné intervaly. Je nepřípustné násilně nutit děti do jídla.
Školní stravování se řídí vyhláškou č. 107/2005 Sb., o školním stravování, ve znění pozdějších předpisů. Vyhláška upravuje např. organizaci školního stravování, rozsah služeb, úplatu za školní stravování, v přílohách jsou pak uvedeny výživové normy pro školní stravování a finanční limity pro nákup potravin. Vyhláška je pro veřejnou mateřskou školu zřízenou obcí závazná. Není tedy možné finanční limit překračovat, a to např. i z toho důvodu, že ne všichni rodiče si mohou dovolit větší finanční vydání.
V Příloze č. 1 výše zmíněné vyhlášky lze najít průměrnou měsíční spotřebu vybraných druhů potravin na strávníka a den v gramech.
Mateřské školy, resp. školní jídelny zpracovávají tzv. spotřební koš, ze kterého lze zpětně vyčíst, zda jsou dané normy naplňovány či nikoli. 
Jakou stravu děti konzumují, můžete jako zákonný zástupce zjistit z jídelního lístku. Jídelní lístek obsahuje zejména informaci o tom, jaké jídlo děti budou mít připraveno. Pokud je v jídelním lístku uveden chléb s pomazánkou, musí mít děti k dispozici chléb s pomazánkou.
Je možné, že některé z dětí trpí potravinovou alergií a nemůže konzumovat všechny složky stravy. Na základě lékařského potvrzení pak mateřská škola vychází takovému dítěti vstříc a zajistí, aby dítě jídlo, které je pro něj alergenem, nejedlo.

## Mateřské školy v jiných státech

### Severní Amerika
V severní Americe jsou mateřské školy obvykle začleněny do základní školy jako součást vzdělávacího systému K-12 (od Kindergarten do 12. ročníku školy – ukončení středního vzdělání). Mateřská škola, zpravidla jednoletá, se považuje za první stupeň formálního vzdělání. Ve státech Ontario a Wisconsin existují 2 ročníky mateřské školy – mateřská škola Junior a mateřská škola Senior.

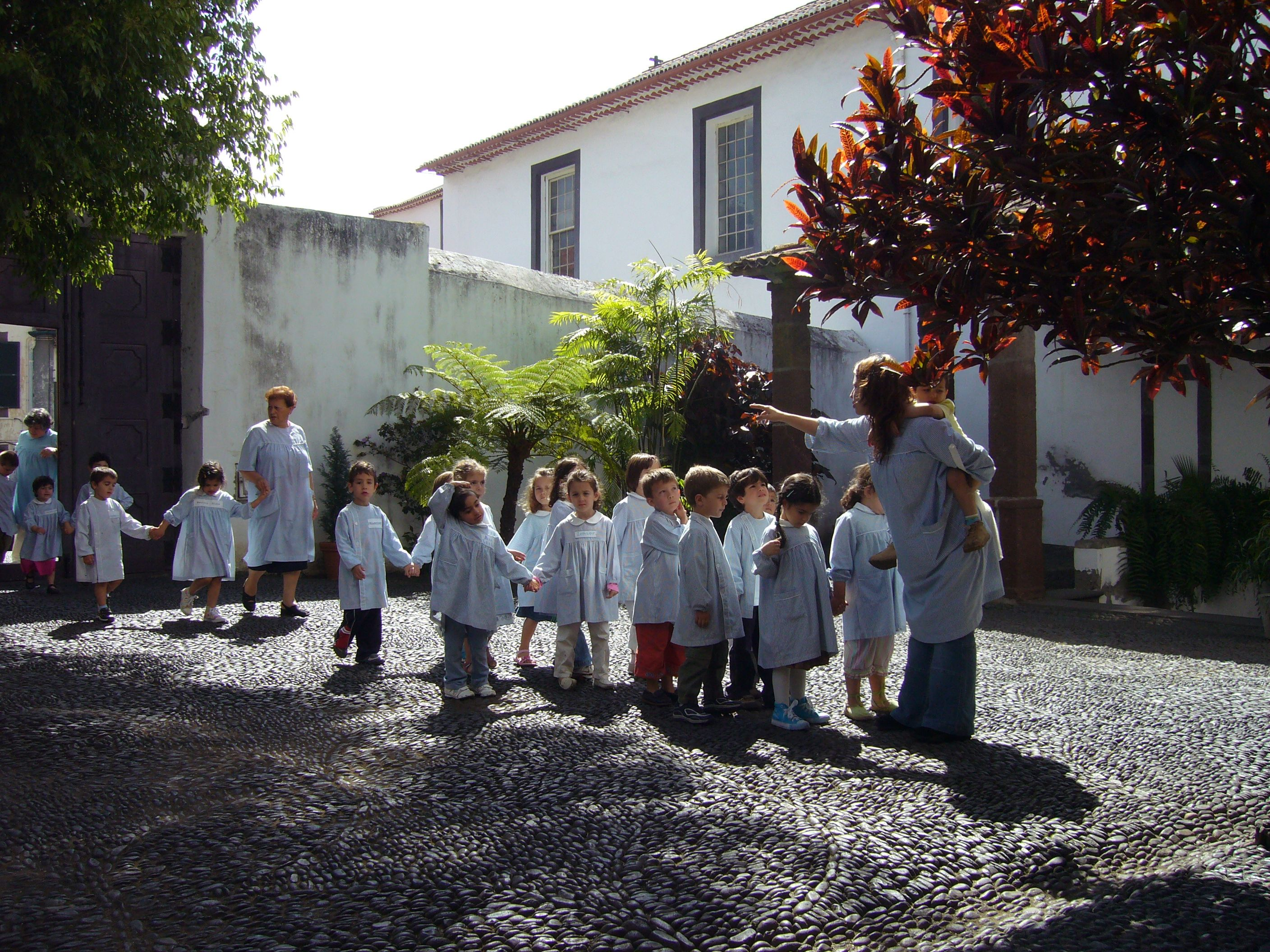
Mateřská školka v klášteru Santa Clara ve Funchalu, Madeira.

Po mateřské škole pokračuje dítě 1. třídou (ročníkem; anglicky grade, vlastně „stupeň“).

### Německo
Mateřské školy v Německu nejsou částí školního systému jako v USA. Německý překlad „předškola“ (předškolní zařízení) je Vorschule a používá se pro vzdělávací snahy v mateřské škole, které jsou řízeny různě v každém německém státě. Mateřské školy v Německu jsou obvykle pro děti ve věku od 3 do 6 let a často jsou provozovány církví, městskou nebo obecní správou. Docházka není povinná ani bezplatná.

### Velká Británie (UK)
První rok školy v Anglii a Walesu se nazývá „Recepce“ nebo zkráceně „Rok 0“. Předškolní péče, která není částí školního systému, se nazývá mateřská škola nebo příležitostně Kindergarten, ale to je především pro marketingové účely.

### Austrálie
Ve státě Nový Jižní Wales se první rok základní školy nazývá mateřská škola. Ve státě Victoria se termín mateřská škola používá jako synonymum pro předškolní zařízení. Jiné státy a teritoria mohou používat i jiný model.

### Čína
V Číně je ekvivalentní termín pro mateřskou školu you er yuan a označuje předškolní zařízení.

## Funkce mateřské školy
Děti obvykle ve věku 2–7 let navštěvují mateřskou školu, aby se naučily „jak se učit“ adekvátně komunikovat, hrát a interagovat s jinými. Učitel poskytuje různé názorné materiály a aktivity pro vhodnou motivaci a rozvoj dětí, aby se učily jazyk a slovíčka, matematiku, vědu a počítače, podobně jako hudbu, umění a společenské chování. Pro děti, které předtím strávily většinu času doma, může mateřská škola značit trénink, jak být bez strachu v nepřítomnosti rodičů. Mateřská škola též umožňuje rodičům (zvláště matkám) vrátit se do zaměstnání.
Mateřské školy mohou být buď s polodenním provozem, do nichž dítě přichází ráno a odchází domů po obědě (lidově „po o“), anebo s celodenním, kam dítě přichází ráno a odchází domů až odpoledne, zpravidla kolem 16. do 17. (někde již od 15. až do 19.) hodiny. V mateřské škole mohou být třídy s polodenním i celodenním provozem.
Po mateřské škole, v závislosti od země, děti pokračují další úrovní, první třídou školy. Mnoho soukromých společností v USA nazývá svou opatrovatelskou péči 'mateřská škola' nebo 'Kindergarden'. Vžil se rovněž termín 'nursery' nebo 'nursery school' (používá se spíše ve Velké Británii).